# Bouwfout
Een bouwfout is in delen van de civiele techniek en de bouwkunde een fout die ontstaat tijdens de ontwerp-, voorbereidings- of uitvoeringsfase van een bouwwerk, waardoor de beoogde kwaliteit niet wordt behaald. Ook na de oplevering kunnen bouwfouten gemaakt worden. Deze ontstaan in de gebruiksfase, bij het uitvoeren van onderhoud, bij renovaties, uitbreidingen en verbouwingen, en in de sloopfase. 

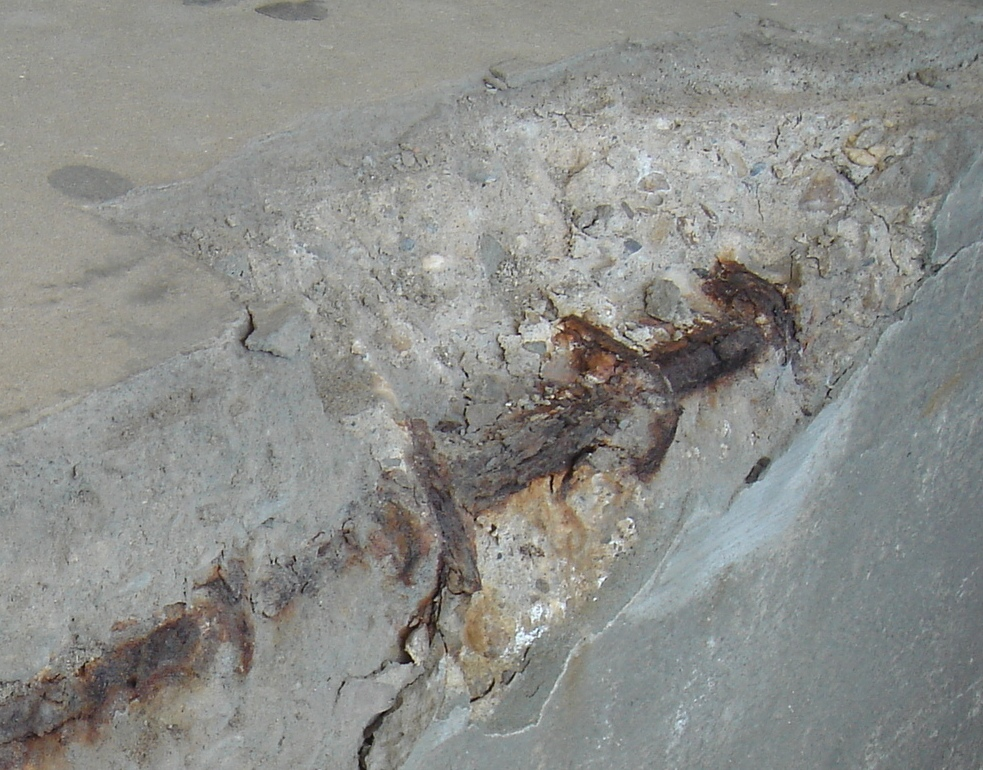
Betonrot kan optreden indien het ontwerp, de materialen en/of de uitvoering slecht zijn geweest

Bij sommige bouwfouten kan gesproken worden van een kleine misser die nog eenvoudig te verhelpen is. Een fout in de bouwconstructie kan, als het een dragend onderdeel betreft, de stabiliteit en dus de veiligheid van een heel bouwwerk in gevaar brengen.
De oorzaken achter bouwfouten zijn zeer divers en kunnen onder meer bestaan uit: 
- onvoldoende kennis tijdens ontwerp en/of uitvoering;
- verkeerde keuzes van materialen of technieken tijdens de voorbereidingsfase;
- onachtzaamheid;
- te lage aannemingssom;
- tijdsdruk tijdens ontwerp en/of uitvoering;
- versnippering van taken;
- onvoldoende toezicht.

Een bouwfout komt soms pas vele jaren na de ingebruikname van een bouwwerk aan het licht. Een voorbeeld hiervan is de zogenaamde Kwaaitaalvloer die bestaat uit betonnen liggers waarin een stof is toegevoegd om het sneller te laten drogen. Deze bouwfout leidde er toe dat de wapening in het beton (te snel) ging roesten, hetgeen pas na enkele tientallen jaren duidelijk werd.